# Archippos von Tarent
Archippos von Tarent (altgriechisch Ἄρχιππος Árchippos) war ein antiker griechischer Pythagoreer. Er lebte im 5. und vielleicht noch im frühen 4. Jahrhundert v. Chr.
Archippos stammte aus der griechischen Kolonie Tarent in Apulien (Süditalien). Die in den griechischen Städten Süditaliens verbreitete Gemeinschaft der Pythagoreer, der er angehörte, war damals wegen ihres Eingreifens in die Politik sehr umstritten und in mehreren Städten heftigen Angriffen ausgesetzt. Der Philosoph Aristoxenos berichtet, dass Gegner der Pythagoreer deren Versammlungshaus in Kroton (heute Crotone in Kalabrien) in Brand steckten. Dabei seien alle dort versammelten Pythagoreer ums Leben gekommen außer zweien, die jung und kräftig waren und sich daher ins Freie durchschlagen konnten; dies waren Archippos und Lysis, beide aus Tarent. Aristoxenos, der selbst aus Tarent stammte, wollte wohl mit seinem Hinweis auf die tarentinische Herkunft von Archippos und Lysis auf die besondere Bedeutung seiner Heimatstadt für das Überleben des Pythagoreismus aufmerksam machen. Auch der Schriftsteller Neanthes von Kyzikos nennt Archippos und Lysis als die einzigen Überlebenden eines Anschlags auf die Pythagoreer. Die Einzelheiten und die chronologische Einordnung sind unklar. Jedenfalls wurden die Pythagoreer stark geschwächt und konnten sich für einige Zeit nicht mehr als politische Kraft behaupten. Die antipythagoreischen Unruhen werden gewöhnlich um die Mitte des 5. Jahrhunderts datiert, doch wird auch Spätdatierung (zwischen 440 und 415) erwogen.
Lysis wanderte daraufhin nach Griechenland aus. Archippos kehrte in seine Heimatstadt Tarent zurück, die von den antipythagoreischen Ausschreitungen nicht betroffen war und in der Folgezeit zu einem Zentrum des Pythagoreismus wurde. Über sein weiteres Schicksal ist nichts bekannt.
Claudianus Mamertus, ein Kirchenschriftsteller des 5. Jahrhunderts, nennt unter den pythagoreischen Autoren, die sich in ihren Werken für die Annahme der Unkörperlichkeit der Seele aussprachen, einen Archippos; damit ist vielleicht Archippos von Tarent gemeint, doch hat Claudianus sicher keine authentische Schrift des Archippos von Tarent gekannt.